# Papa longues jambes (film, 1955)
Pour les articles homonymes, voir Papa longues jambes (homonymie).
Pour plus de détails, voir Fiche technique et Distribution.

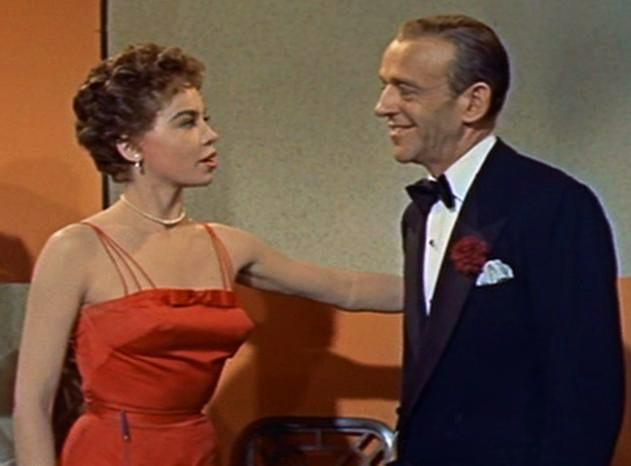
Leslie Caron et Fred Astaire dans une scène du film.

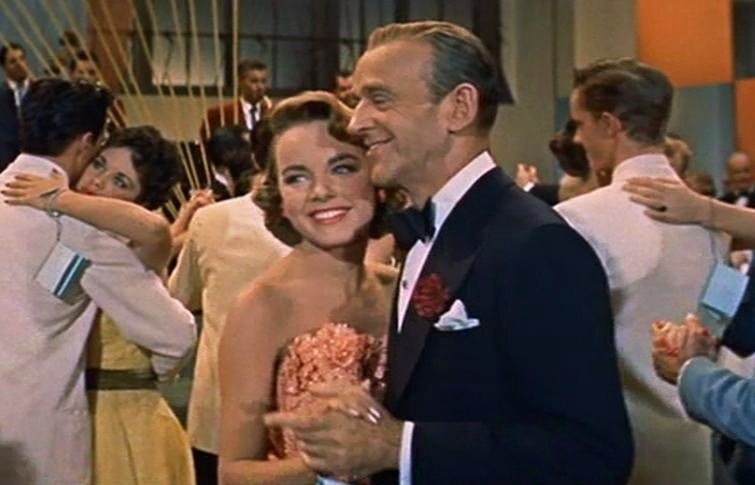
Terry Moore et Fred Astaire

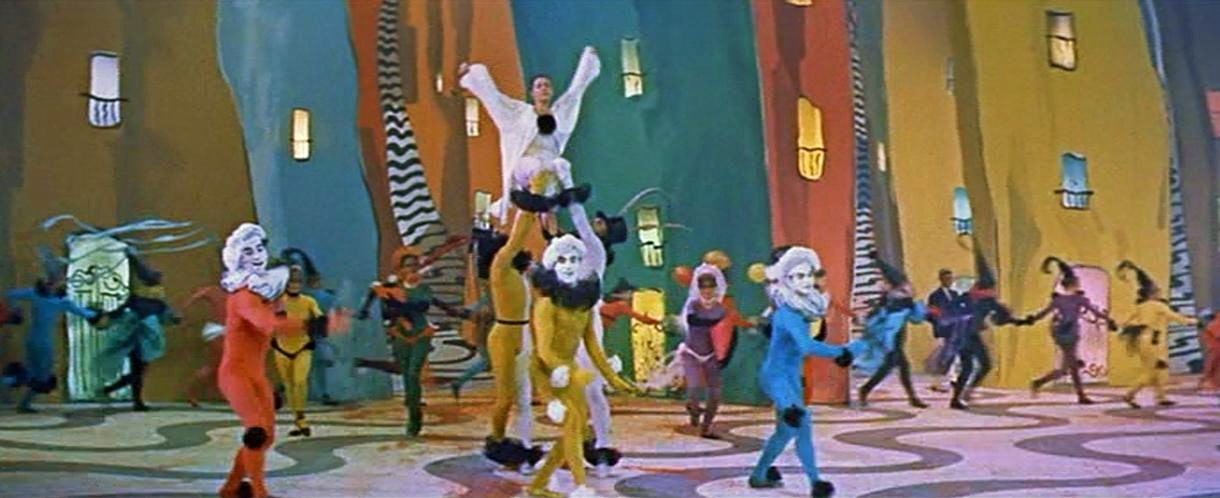
Leslie Caron en Pierrot (au centre), dans un numéro de ballet de Roland Petit.

Papa longues jambes (Daddy Long Legs est un film musical américain en Cinémascope réalisé par Jean Negulesco, sorti en 1955. 
Il s'inspire du roman du même nom de Jean Webster (1912). 
Le réalisateur Akira Kurosawa a classé ce film en 38e place de ses cent films favoris.

## Synopsis
Jervis Pendleton (Fred Astaire), un riche homme d’affaires, se rend à Paris pour participer aux travaux d’une commission financière. Il rencontre par hasard, dans un orphelinat, Julie (Leslie Caron), qu’il décide d’adopter. Mais la jeune fille étant mineure, l’adoption est impossible pour des raisons de convenance. Elle devra, en échange, tous les mois lui envoyer une lettre. Il devient alors son mécène anonyme jusqu’au jour où, lors d’un bal à New York, il lui déclare sa flamme.

## Fiche technique
- Titre original : Daddy Long Legs
- Titre français : Papa longues jambes
- Réalisation : Jean Negulesco
- Scénario : Phoebe Ephron et Henry Ephron d'après le roman de Jean Webster (1912)
- Musique : Johnny Mercer, Cyril J. Mockridge (non crédité) et Alfred Newman (non crédité)
- Compositeur du ballet Paris, Hong Kong, Rio : Alex North
- Chorégraphie : Fred Astaire, David Robel et Roland Petit
- Photographie : Leon Shamroy
- Montage : William Reynolds
- Direction artistique : John De Cuir, Lyle Wheeler
- Décorateur de plateau : Paul S. Fox, Walter M. Scott
- Costumes : Tom Keogh (ballets), Charles Le Maire, Kay Nelson et Sam Benson (non crédité)
- Producteur : Samuel G. Engel
- Société de production et de distribution : 20th Century Fox
- Pays d'origine :  États-Unis
- Langue : anglais
- Genre : comédie romantique, film musical
- Format : couleurs (DeLuxe) — 35 mm — 2,55:1 (Cinémascope) — son : stéréo 4 pistes (Western Electric Recording)
- Durée : 126 min
- Dates de sortie : 
  - États-Unis : 4 mai 1955 (première à Los Angeles)
  - États-Unis : 5 mai 1955 (sortie nationale)
  - France : 30 septembre 1955

## Distribution
- Fred Astaire  (V.F : Roger Treville) : Jervis Pendleton III
- Leslie Caron  (V.F : Micheline Cévennes) : Julie André
- Terry Moore  (V.F : Claude Winter) : Linda Pendleton
- Thelma Ritter  (V.F : Germaine Michel) : Alicia Pritchard
- Fred Clark  (V.F : Claude Péran) : Griggs
- Charlotte Austin : Sally McBride
- Larry Keating  (V.F : Raymond Rognoni) : Alexander "Alec" Williamson
- Kathryn Givney  (V.F : Marie Francey) : Gertrude Pendleton
- Kelly Brown : Jimmy McBride
- Ann Codee (non créditée)  (V.F : Cécile Dylma) : Mme Sevanne
- Gertrude Astor (non créditée) : une visiteuse de la galerie d'art Pendleton
- Ralph Dumke (non crédité) : Mr Bronson, l'expert en tracteurs et engins agricoles
- Liliane Montevecchi (non créditée) : une étudiante
- Leslie Parrish (non créditée) : une étudiante
- Charles Tannen (non crédité) : l'homme au complet blanc dans le ballet du cauchemar
- Carleton Young (non crédité) : un membre de la commission

## Production
Papa longues jambes s’inspire d’un roman de Jean Webster de 1912, adapté plusieurs fois à la scène dont une version cinématographique en 1919 avec Mary Pickford. En 1950, Darryl F. Zanuck, patron de la Fox, rêvait d’en faire une comédie musicale et il profita de la fin du contrat de Fred Astaire avec la MGM pour l’engager avec Leslie Caron.
Les scénaristes apportèrent des changements au roman de Webster en transposant une partie de l’histoire en France et en confrontant, une fois encore, l’ancien et le nouveau grâce au mélange chorégraphique entre le style guindé de Roland Petit et celui très aérien de Fred Astaire.
Habituellement, c’était Hermes Pan qui réglait les chorégraphies de Fred Astaire, mais pour ce film l’acteur accepta de travailler avec Roland Petit qui souhaitait fortement créer une chorégraphie pour ce mythe de la comédie musicale américaine.

## Adaptations
Deux films inspirés du roman sont sortis en 1919 et 1931. L'histoire a été adaptée en dessin animé en 1990 par les studios Nippon Animation : Watashi no Ashinaga Ojisan  私のあしながおじさん.